# Orya barbarica
Orya barbarica är en mångfotingart som först beskrevs av Paul Gervais 1835.  Orya barbarica ingår i släktet Orya och familjen kamjordkrypare. Inga underarter finns listade i Catalogue of Life.